# Dichromodes linda
Dichromodes linda är en fjärilsart som beskrevs av Butler 1882. Dichromodes linda ingår i släktet Dichromodes och familjen mätare. Inga underarter finns listade i Catalogue of Life.